# Atelornis pittoides
La carraca terrestre cabeciazul (Atelornis pittoides) es una especie de ave coraciforme de la familia Brachypteraciidae.

## Distribución geográfica y hábitat
Es endémica de la isla de Madagascar.
Su hábitat natural son los bosques húmedos tropicales y los bosques montanos tropicales.